# 接尾辞オートマトン

文字列suffixに対する非決定性接尾辞オートマトン。ε遷移はグレーで表している。

接尾辞オートマトン（せつびじオートマトン、英: suffix automaton）や有向非巡回文字列グラフ（ゆうこうひじゅんかいもじれつグラフ、英: directed acyclic word graph）とは、接尾辞を効率的に表現するデータ構造。接尾辞木や接尾辞配列と同様に、suffix という文字列に対して構築した場合、suffix, uffix, ffix, fix, ix, x が含まれている事、それ以外が含まれていない事が分かる。文字列の集合 U の接尾辞オートマトンは、Q を U を表現するトライ木のノードすると、最大 2Q - 2 個の状態がある。
接尾辞オートマトンは有限オートマトンの一種である。圧縮接尾辞木と解釈できる。 

## 参照
1. ↑  Navarro, Gonzalo (2001). “A guided tour to approximate string matching”. ACM Computing Surveys 33 (1):  31–88. doi:10.1145/375360.375365.
2. ↑  Mohri, Mehryar; Moreno, Pedro; Weinstein, Eugene (September 2009). “General suffix automaton construction algorithm and space bounds”. Theoretical Computer Science 410 (37):  3553–3562. doi:10.1016/j.tcs.2009.03.034.